# Formakademin i Lidköping
Formakademin i Lidköping AB är ett branschägt utbildningsbolag som bedriver yrkesutbildning i Rörstrands tidigare fabriksfastigheter i Lidköping inom Yrkeshögskolans konst- och kulturutbildningar. Utbildningar bedrivs idag för keramiker, designmodellörer och mönsterdesigners. 
Skolan startades 1988 av formgivaren Carl-Harry Stålhane och keramikern Kent Ericsson. Båda hade ett förflutet inom Rörstrand och de hade redan på 1970-talet startat Designhuset och i dess lokaler startade skolan. Vid starten var namnet PKI-skolan (porslíns- och keramikindustriskolan), efter ett antal år ändrades det till Keramikskolan och sedan 2007 heter den Formakademin.